# Fascellina hypochryseis
Fascellina hypochryseis är en fjärilsart som beskrevs av Swinhoe 1894. Fascellina hypochryseis ingår i släktet Fascellina och familjen mätare. Inga underarter finns listade i Catalogue of Life.